# 松平張忠

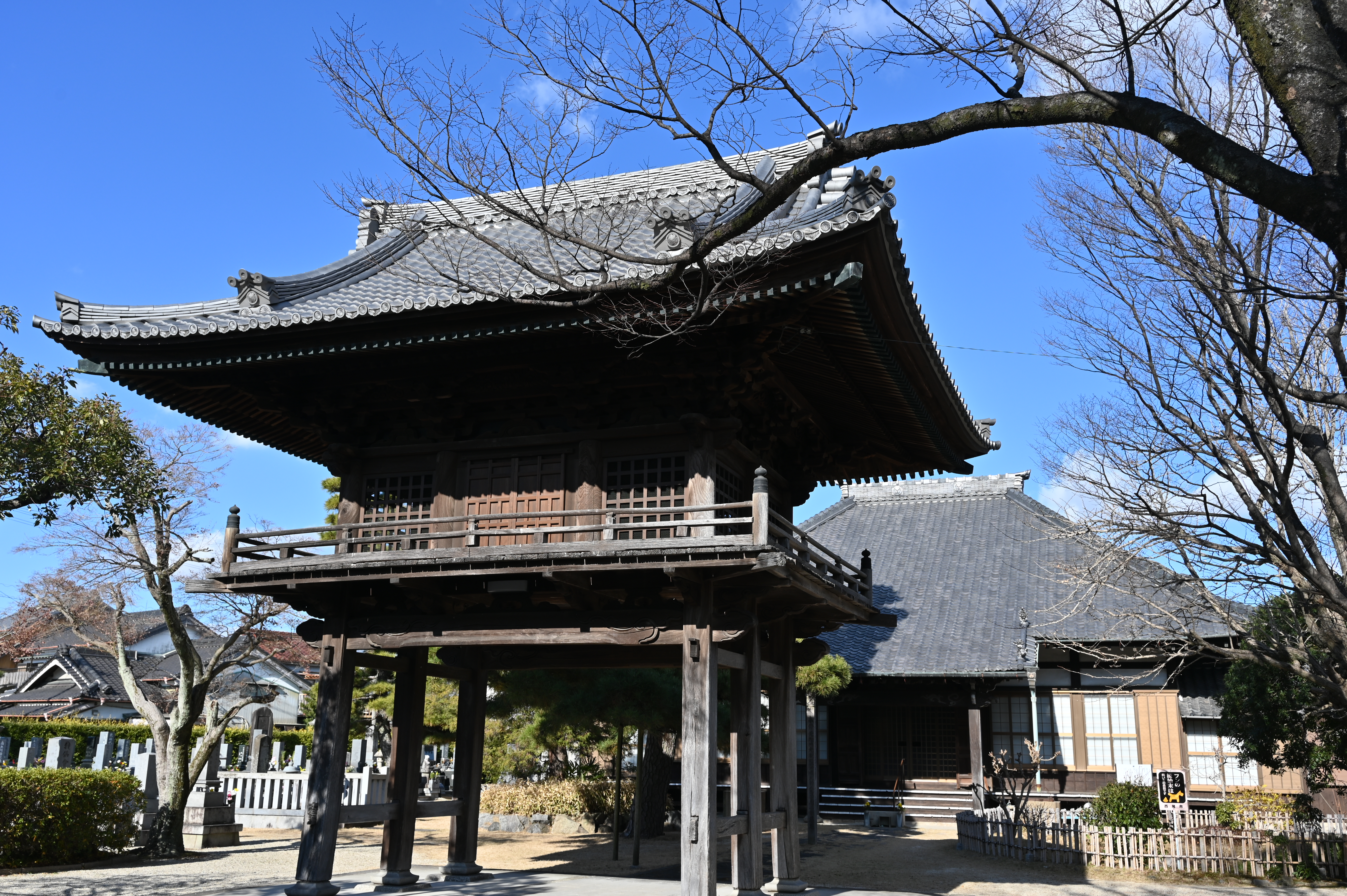
松平張忠の菩提寺である養國寺

松平 張忠（まつだいら はるただ）は、戦国時代の武士。通称は右京亮、助十郎。松平宗家4代（安城松平家初代）松平親忠の子。

## 略歴
『寛永諸家系図伝』・『寛政重修諸家譜』・『藩翰譜』のいずれにも通称以外にほとんど詳細な記述はない。しかし、自署のあるものも含め関連する古文書が数点伝わっている。西三河の桑子（岡崎市大和町）妙源寺文書によると、妙源寺にて永正15年（1518年）に開催された連歌の会に宗家5代の松平長親と共に出席し歌2首を詠んでいることが知れる。
また、大永6年（1526年） - 大永7年（1527年）頃作成と思われる三州桑子妙源寺の「松平一門家臣奉加帳写」に「松平右京亮」と署名した人物も張忠であると推定されている。
享禄4年10月17日（1531年11月25日）付け寄進状でその頃までに張忠が得た分領の内、桑子妙源寺に対して在所の宮石名等の妙源寺永代不入であった分を改めて寄進したとする内容が伝わる。同寄進状には嫡子とされる甚六郎康忠が連署している。なお、この寄進地は張忠没後も天文19年6月10日（新暦1540年7月13日）発給松平甚次郎忠吉寄進状、天正6年9月28日（1578年10月28日）付け松平甚太郎家忠・松平周防守（康親）連署寄進状にて各々、妙源寺に受け継がれたことが知られる（「六四 松平忠吉畠地寄進状」「譜牒余録」所収文書）「七三 松平家忠・同忠次連署田畠寄進状」。
家名の矢田は明確な由来の記述は未詳であるが、天文9年（1540年）に安城合戦で戦死した伝承がある嫡子の甚六郎康忠は幡豆郡吉良庄上矢田（現在の愛知県西尾市上矢田町）の桂岩寺の中興開基とされる。同寺前に康忠の墳墓と伝える矢田地蔵もあったとされ、由緒を窺わせる。
天文7年（1538年）3月には嫡子康忠のみの署名で前記妙源寺に平岩氏より買徳（得）した在所宮石名中の畑地を新寄進している。これには康忠の父・張忠の連署は無く、以後の張忠自署文書も知られない。また、張忠の兄である知恩院第25世の超譽存牛が天文18年（1549年）12月20日死去で享年81とされることからも、天文7年3月迄には張忠から康忠へと既に世代交代していたことが考えられる。
張忠没後と思われる永禄4年（1561年）4月、松平元康が発給した都筑右京進への判物（写）は「東条の儀忠節」により、「張忠本給」および「中野宗八郎名」から出し置くというものである。
張忠の菩提寺は三河国幡豆郡寺津村（現在の愛知県西尾市寺津町）の浄土宗西山深草派・剣光院養國寺であり、同寺に埋葬されたという。